# Tres canciones
Tres Canciones hace referencia al segundo álbum musical del cantante colombiano de música vallenata Diomedes Díaz, junto a Elberto López. La obra fue editada por Sony Music (CBS) el 24 de abril de 1977.

## Lista de canciones
| N.º | Título               | Escritor(es)             | Duración |  |
| 1.  | «Cristina Isabel»    | Edilberto Daza           | 5:21     |  |
| 2.  | «Celos con Rabia»    | Diomedes Díaz            | 3:17     |  |
| 3.  | «El Engaño»          | Martín Maestre           | 3:47     |  |
| 4.  | «Mi Cariño»          | Manuel Martínez Emiro    | 3:01     |  |
| 5.  | «Surgió una Voz»     | Luis Segundo Sarmiento   | 4:23     |  |
| 6.  | «Ay, Hombe Morenita» | Álvaro Cabas Pumarejo    | 2:49     |  |
| 7.  | «Tres Canciones»     | Diomedes Díaz            | 4:46     |  |
| 8.  | «No se Justifica»    | Rodrigo Álvarez Hinojosa | 3:05     |  |
| 9.  | «Nuestra Vida»       | José Hernández Maestre   | 2:59     |  |
| 10. | «Ventana de Cristal» | Hernando Marín           | 2:56     |  |
| 11. | «Amor sin Martirio»  | Rafael Sánchez Molina    | 3:52     |  |
| 12. | «Placer y Pena»      | José Francisco Mejía     | 2:58     |  |

- Datos: Q20015675